# Тхина
Тхи́на (абх. Ҭхьына, груз. თხინა) — село в Абхазии, в Очамчырском районе частично признанной Республики Абхазия, согласно административному делению Грузии — в Очамчирском муниципалитете Абхазской Автономной Республики. Расположено к северу от райцентра Очамчира в равнинно-предгорной полосе. В административном отношении село представляет собой административный центр Тхинской сельской администрации (абх. Ҭхьына ақыҭа ахадара), в прошлом Тхинский сельсовет.

## Границы
На севере Тхина граничит с сёлами Отап и Арасадзых; на востоке — с селом Арасадзых; на юге — с посёлком Джал; на западе — с селом Члоу.

## Население
| Численность населения | Численность населения | Численность населения | Численность населения | Численность населения |
| 1886                  | 1926                  | 1959                  | 1989                  | 2011                  |
| --------------------- | --------------------- | --------------------- | --------------------- | --------------------- |
| 250                   | ↗895                  | ↗1058                 | ↘995                  | ↘654                  |

Население Тхинского сельсовета по данным переписи 1989 года составляло 995 человек, по данным переписи 2011 года население сельской администрации Тхина составило 654 человека, в основном абхазы.
В XIX веке село Тхина было разделено между Моквинской и Гупской сельскими общинами. По данным переписи населения 1886 года в Тхине проживало православных христиан — 422 человека, мусульман-суннитов не было. По сословному делению в Тхине имелось 26 князей и 396 крестьян. Дворян, представителей православного духовенства и «городских» сословий в Тхине не проживало.
| Год переписи | Этнический состав                         |
| ------------ | ----------------------------------------- |
| 1886         | абхазы 100 %                              |
| 1926         | абхазы 98,3 %; грузины 1,1 %; турки 0,4 % |
| 1959         | абхазы (нет точных данных)                |
| 1989         | абхазы (нет точных данных)                |
| 2011         | абхазы 99,4 %, русские 0,5 %              |

## Историческое деление
Село Тхина исторически подразделяется на 4 посёлка (абх. аҳабла):
- Абаажаху
- Агу-Уаа
- Агдарра Ахабла
- Ацангуара

## История
В селе Тхина в XIX веке проживала женщина по имени Зана, в популярных источниках представленная как снежный человек. Утверждается, что у неё рождались дети от местных жителей. Предполагаемый череп Заны является человеческим и принадлежал пожилой женщине с ярко выраженными экваториальными чертами.
Зана упоминается в романе Фазиля Искандера «Сандро из Чегема».
В течение грузино-абхазской войны Тхина полностью контролировалась абхазскими партизанами.